# Нове Село (Гагарінський район)
Нове Село (рос. Новое Село) — присілок Гагарінського району Смоленської області Росії. Входить до складу Баскаковського сільського поселення.
Населення — 14 осіб (2007 рік). 